# Henry Wahl
Henry Wahl (ur. 9 marca 1915 w Odda, zm. 13 października 1984 w Trondheim) – norweski łyżwiarz szybki, brązowy medalista mistrzostw świata i Europy.

## Kariera
Pierwszy sukces w karierze Henry Wahl osiągnął w 1948 roku, kiedy wywalczył brązowy medal podczas wielobojowych mistrzostw świata w Helsinkach. W zawodach tych wyprzedzili go jedynie jego rodak, Odd Lundberg oraz Johnny Werket z USA. Wahl zajął tam kolejno szóste na 500 m, trzecie na 5000 m, piąte na 1500 m oraz siódme na 10 000 m. Brązowy medal zdobył również na mistrzostwach Europy w Oslo w 1951 roku, plasując się za Hjalmarem Andersenem i Wimem van der Voortem z Holandii. W żadnym z biegów nie stanął tam na podium, zajmując czwarte miejsce w biegach na 5000 i 10 000 m, piąte na 1500 m i ósme w biegu na 500 m. W tym samym roku był też drugi w biegu na 10 000 m podczas mistrzostw świata w Davos, jednak w klasyfikacji końcowej zajął siódme miejsce. W 1948 roku wystartował w biegu na 10 000 m podczas igrzysk olimpijskich w Sankt Moritz, jednak nie ukończył rywalizacji.
W 1947 roku był mistrzem Norwegii w wieloboju.